# Szávai Jenő
Szávai Jenő (Ádámos, 1923. szeptember 3. – Budapest, 1984. június 13.) újságíró, szerkesztő.

## Életpályája
1940-től élt Magyarországon. 1944-ben munkaszolgálatos volt. 1945-ben amerikai hadifogságba esett. 1946-ban hazatért; bognárként dolgozott. 1949-ben a Magyar Rádió tisztviselője és a Magyar Távirati Iroda újságírója lett. 1959–1963 között az MTI bukaresti tudósítója volt. 1966-ig szerkesztő volt, majd az MTI Központi titkárságának vezetője lett 1977-ig. 1977-ben nyugdíjba vonult.

## Művei
- Bukarest és környéke (útikönyv, Budapest, 1966)
- A román tengerpart (Budapest, 1966)